# Municipio de East Caln
El municipio de East Caln (en inglés: East Caln Township) es un municipio ubicado en el condado de Chester en el estado estadounidense de Pensilvania. En el año 2000 tenía una población de 2857 habitantes y una densidad poblacional de 303,7 personas por km².

## Geografía
El municipio de East Caln se encuentra ubicado en las coordenadas 40°00′59″N 75°40′51″O / 40.01639, -75.68083.

## Demografía
Según la Oficina del Censo en 2000 los ingresos medios por hogar en la localidad eran de $65 000 y los ingresos medios por familia eran de $78 108. Los hombres tenían unos ingresos medios de $52 344 frente a los $35 329 para las mujeres. La renta per cápita de la localidad era de $33 430. Alrededor del 3,2% de la población estaba por debajo del umbral de pobreza.